# General der Flakartillerie beim Luftgaukommando XVII
Der General der Flakartillerie beim Luftgaukommando XVII war eine Dienststelle der deutschen Luftwaffe während des Zweiten Weltkrieges auf Divisionsebene. Die Aufstellung erfolgte am 4. Dezember 1944. Am 31. März 1945 wurde die Dienststelle abgewickelt. Einziger Divisionskommandeur war Generalleutnant Kurt Wagner mit Gefechtsstand in Wien. Die Aufgabe des Generals der Flakartillerie beim Luftgaukommando XI bestand zunächst aus einer Beraterrolle des Kommandierenden Generals und Befehlshabers des Luftgau XVII sowie in der operativen Führung aller in diesem Bereich stationierten Flakverbände. Ihm waren die 24. Flak-Division, die 7. Flak-Brigade sowie zeitweise auch das Flak-Regiment 76 unterstellt.